# Any Internacional del Turisme Sostenible per al Desenvolupament
L'Assemblea General de les Nacions Unides va aprovar la designació de l’any 2017 com l'Any Internacional del Turisme Sostenible per al Desenvolupament. La resolució promou una millor comprensió entre els diferents pobles, la participació en la presa d’una major consciència de la riquesa del patrimoni de les diferents civilitzacions i l’assoliment d’una millor apreciació dels valors inherents de les diverses cultures, contribuint així a l'enfortiment de la pau al món.
En el context de l'Agenda 2030 i els Objectius de Desenvolupament Sostenible (ODS), aquest any vol fomentar un canvi en les polítiques, les pràctiques d'empresa i el comportament dels consumidors per promoure un sector turístic més sostenible. Es tracta d’una oportunitat única per ampliar la contribució del sector del turisme als tres pilars de la sostenibilitat (econòmic, social i medi ambiental).
L’Any Internacional del Turisme Sostenible per al Desenvolupament posa èmfasi en el paper del turisme en cinc àmbits clau: Creixement econòmic inclusiu i sostenible, inclusió social, ocupació i reducció de la pobresa, ús eficient dels recursos, protecció ambiental i canvi climàtic; valors culturals, diversitat i patrimoni, i la comprensió mútua, pau i seguretat.
L'Organització Mundial del Turisme (OMT), organisme de les Nacions Unides encarregat de la promoció de turisme, va ser triat per organitzar i celebrar aquest Any Internacional, en col·laboració amb els governs, les organitzacions pertinents del sistema de les Nacions Unides, altres organitzacions internacionals i regionals i tots els altres interessats rellevants.